# Attentats du port d'Ashdod
Les attentats du port d'Ashdod en 2004 étaient deux attentats-suicides perpétrés presque simultanément le 14 mars 2004 au port d'Ashdod, en Israël. En conséquence, dix civils ont été tués et seize ont été blessés. Le Hamas et le Fatah ont revendiqué conjointement la responsabilité de l'attaque.

## L'attaque

Mémorial pour les victimes de l'attentat
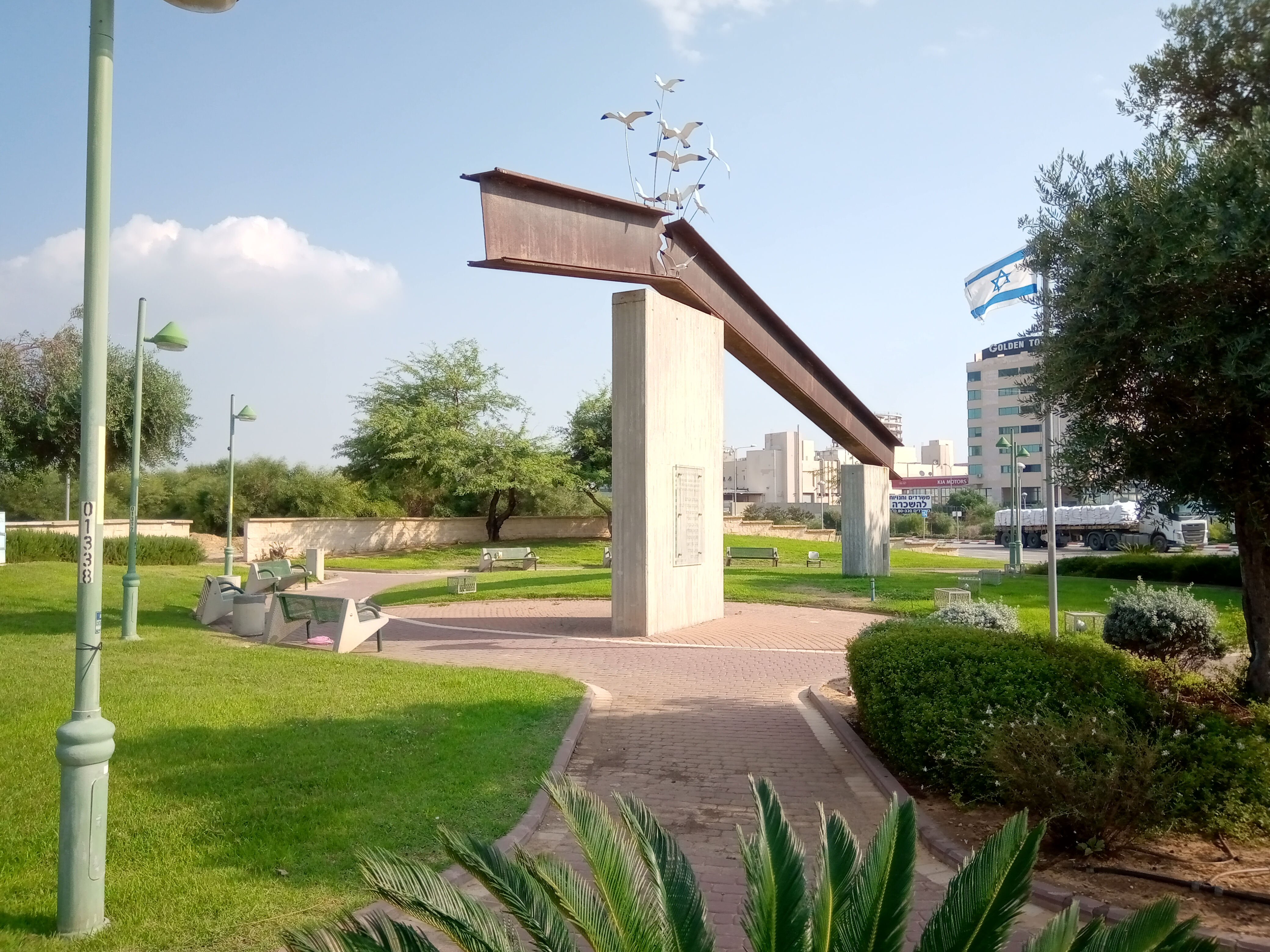
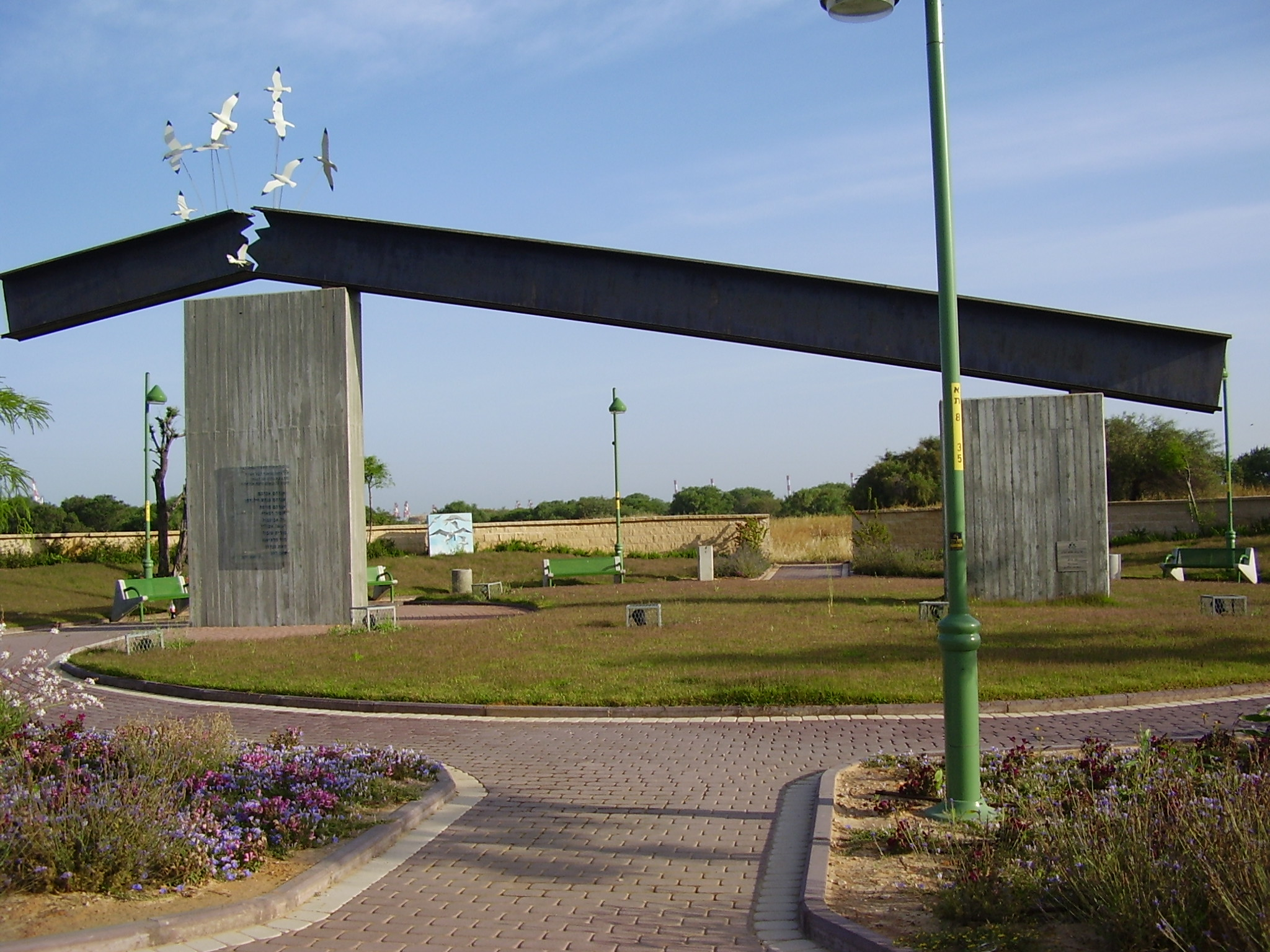
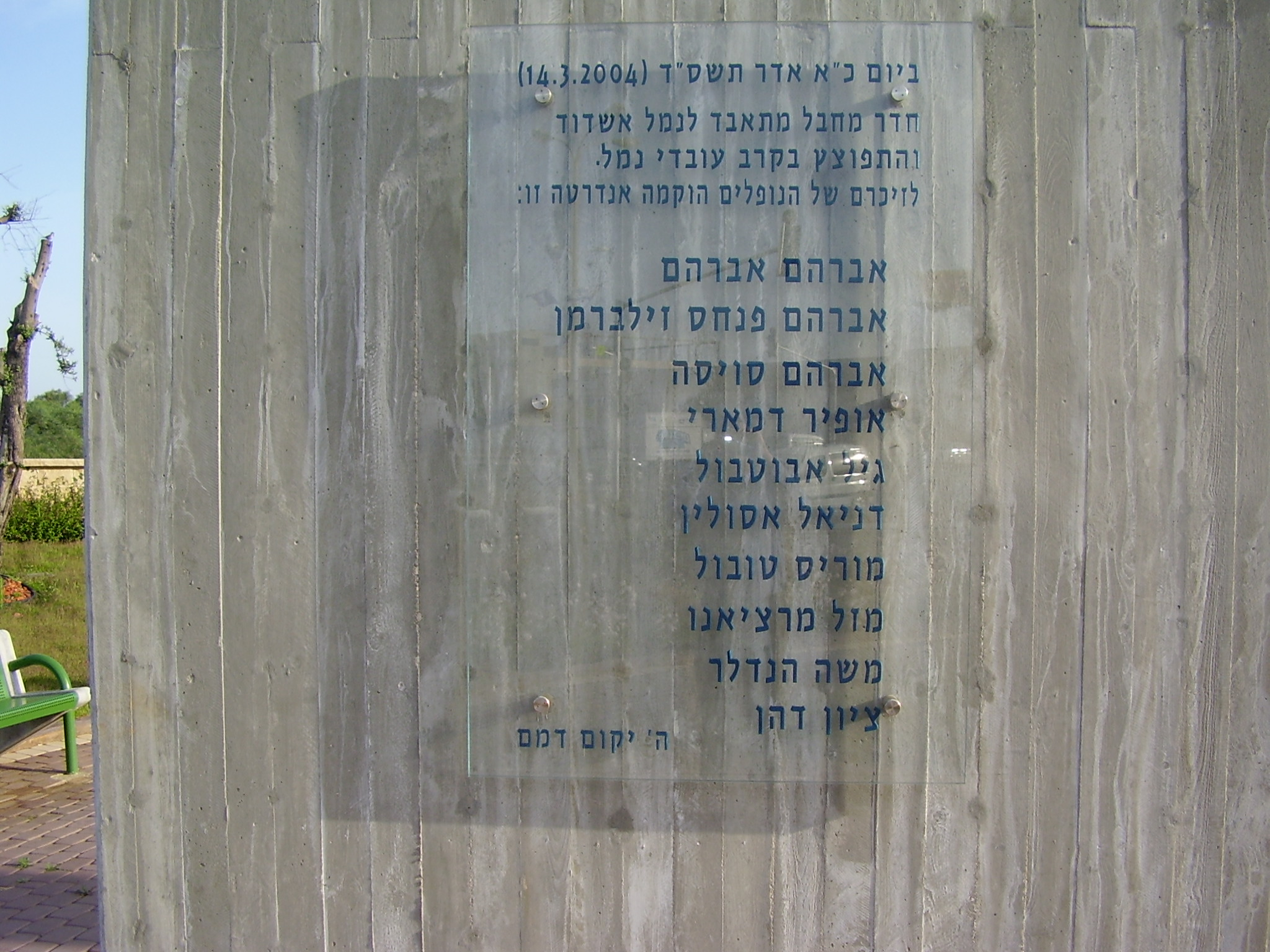

Le dimanche 14 mars 2004, deux kamikazes palestiniens portant des ceintures explosives cachées sous leurs vêtements se sont approchés du port d'Ashdod. Malgré les vastes dispositifs de sécurité du complexe, les deux kamikazes ont réussi à s'infiltrer dans l'enceinte[réf. nécessaire].
À 16 h 20, les kamikazes ont fait exploser leurs dispositifs explosifs : l'un d'eux s'est fait exploser dans un bâtiment de bureaux à l'intérieur du complexe, et l'autre a explosé quelques instants plus tard à l'entrée du complexe. La force de l'explosion a tué dix civils, dont la plupart étaient des travailleurs portuaires, et en a blessé seize autres.[réf. nécessaire]

## Les auteurs et la réponse israélienne
Hamas et le Fatah ont revendiqué conjointement la responsabilité de l'attaque et ont déclaré que celle-ci avait été menée par deux jeunes de 18 ans du camp de réfugiés de Jabalya dans la bande de Gaza. Les deux assaillants ont réussi à infiltrer Israël depuis Gaza en se cachant dans un conteneur qui traversait le poste-frontière de Karni. Un leader du Hamas à Gaza a déclaré que le plan initial prévoyait que les kamikazes feraient exploser des réservoirs de carburant dans le port ; Israël a affirmé que les terroristes avaient l'intention de mener une « méga-attaque » causant des centaines de victimes, mais qu'ils s'étaient finalement fait exploser à des centaines de mètres des réservoirs. Plus tard, il a été révélé que l'attaque avait été financée et dirigée par Nizar Rayan. En réponse, le fondateur du Hamas, Ahmed Yassine, a été tué avec ses gardes du corps dans une frappe par des hélicoptères israéliens à Gaza City.